# Hugonia sapinii
Hugonia sapinii là một loài thực vật có hoa trong họ Linaceae. Loài này được De Wild. mô tả khoa học đầu tiên năm 1927.